# Омутнінський район
Омутні́нський район (рос. Омутнинский район) — район у складі Кіровської області Російської Федерації. Адміністративний центр — місто Омутнінськ.

## Історія
Район був утворений 29 липня 1929 року у складі Вятського округу Нижньогородського краю. 1934 року район увійшов до складу Кіровського краю, 1936 року увійшов до складу Кіровської області.
7 грудня 2004 року, в рамках муніципальної реформи, у складі району були утворені 3 міських та 7 сільських поселень. 2011 року Білозерське сільське поселення було приєднане до складу Вятського.

## Населення
Населення району складає 40915 осіб (2017; 41377 у 2016, 41834 у 2015, 42364 у 2014, 43026 у 2013, 43777 у 2012, 44671 у 2011, 44793 у 2010, 46937 у 2009, 51406 у 2002, 59037 у 1989, 58970 у 1979, 64789 у 1970).

## Адміністративний поділ
Станом на 2011 рік район адміністративно поділявся на 3 міських та 6 сільських поселень. Станом на 2010 рік до його складу входило 52 населених пунктів, з яких 9 не мали постійного населення, але ще не були зняті з обліку:
| Поселення                          | Площа, км² | Населення, осіб (2002) | Населення, осіб (2010) | Населення, осіб (2017) | Центр                 | Населені пункти |
| ---------------------------------- | ---------- | ---------------------- | ---------------------- | ---------------------- | --------------------- | --------------- |
| Восточне міське поселення          |            | 7861                   | 7237                   | 7052                   | смт Восточний         | 1               |
| Омутнінське міське поселення       |            | 26867                  | 24185                  | 22798                  | місто Омутнінськ      | 6               |
| Пісковське міське поселення        |            | 7608                   | 6619                   | 5859                   | смт Пісковка          | 3               |
| Білоріченське сільське поселення   |            | 1770                   | 1470                   | 1139                   | селище Білоріченськ   | 3               |
| Вятське сільське поселення         |            | 856                    | 593                    | 464                    | присілок Єжово        | 15              |
| Залазнинське сільське поселення    |            | 2192                   | 1602                   | 1246                   | село Залазна          | 15              |
| Ліснополянське сільське поселення  |            | 1945                   | 1398                   | 1048                   | селище Лісні Поляни   | 5               |
| Чорнохолуницьке сільське поселення |            | 1587                   | 1243                   | 1015                   | селище Чорна Холуниця | 1               |
| Шахровське сільське поселення      |            | 720                    | 446                    | 294                    | селище Шахровка       | 3               |

## Найбільші населені пункти
| №  | Населений пункт | Населення, осіб (2002) | Населення, осіб (2010) |
| -- | --------------- | ---------------------- | ---------------------- |
| 1  | Омутнінськ      | 26065                  | 23615                  |
| 2  | Восточний       | 7861                   | 7237                   |
| 3  | Пісковка        | 6957                   | 4724                   |
| 4  | Котчиха         | 643                    | 1889                   |
| 5  | Лісні Поляни    | 1785                   | 1361                   |
| 6  | Білоріченськ    | 1519                   | 1292                   |
| 7  | Чорна Холуниця  | 1587                   | 1243                   |
| 8  | Залазна         | 1080                   | 913                    |
| 9  | Білоріцьк       | 725                    | 617                    |
| 10 | Єжово           | 342                    | 328                    |